# Nela Pocisková
Nela Pocisková (Bratislava, Checoslovaquia, 4 de octubre de 1990) es una cantante y actriz eslovaca que representó a su país en el Festival de la Canción de Eurovisión 2009 junto a Kamil Mikulčík con la canción «Let Tmou». Actuaron en la segunda semifinal del festival y fueron los primeros representantes de Eslovaquia en el Festival de la Canción de Eurovisión después de la participación de Katarína Hasprová en el Festival de la Canción de Eurovisión 1998; es decir, tras 11 años de ausencia.
En 2010, ella ganó la cuarta temporada del programa Let's Dance, la versión eslovaca del programa Bailando con las estrellas.